# Мауро Рафаел
Мауро Рафаел (порт. Mauro Raphael, 6 червня 1933, Араракуара — 28 червня 1995, Сан-Паулу), більш відомий як Мауріньйо (порт. Maurinho) — бразильський футболіст, що грав на позиції півзахисника, зокрема, за клуб «Сан-Паулу», а також національну збірну Бразилії.
Дворазовий переможець Ліги Пауліста. Переможець Ліги Каріока. Чемпіон Аргентини.

## Клубна кар'єра
У футболі дебютував 1948 року виступами за команду «Пауліста», в якій провів один сезон.
Протягом 1950—1951 років захищав кольори клубу «Гуарані» (Кампінас).
Своєю грою за останню команду привернув увагу представників тренерського штабу клубу «Сан-Паулу», до складу якого приєднався 1952 року. Відіграв за команду із Сан-Паулу наступні сім сезонів своєї ігрової кар'єри. Більшість часу, проведеного у складі «Сан-Паулу», був основним гравцем команди. У складі «Сан-Паулу» був одним з головних бомбардирів команди, маючи середню результативність на рівні 0,34 голу за гру першості.
Згодом з 1959 по 1962 рік грав у складі команд «Флуміненсе» та «Бока Хуніорс». Протягом цих років виборов титул чемпіона Аргентини.
Завершив ігрову кар'єру у команді «Флуміненсе», у складі якої вже виступав раніше. Повернувся до неї 1963 року, захищав її кольори до припинення виступів на професійному рівні у 1963.

## Виступи за збірну
1954 року дебютував в офіційних матчах у складі національної збірної Бразилії. Протягом кар'єри у національній команді провів у її формі 11 матчів, забивши 3 голи.
У складі збірної був учасником:
чемпіонату світу 1954 року у Швейцарії, де зіграв в чвертьфіналі з Угорщиною (2-4);
чемпіонату Південної Америки 1956 року в Уругваї.
Помер 28 червня 1995 року на 63-му році життя у місті Сан-Паулу.

## Титули і досягнення
- Переможець Ліги Пауліста (2):

«Сан-Паулу»: 1953, 1957
- Переможець Ліги Каріока (1):

«Флуміненсе»: 1959
- Чемпіон Аргентини (1):

«Бока Хуніорс»: 1962